# Olympus OM-10

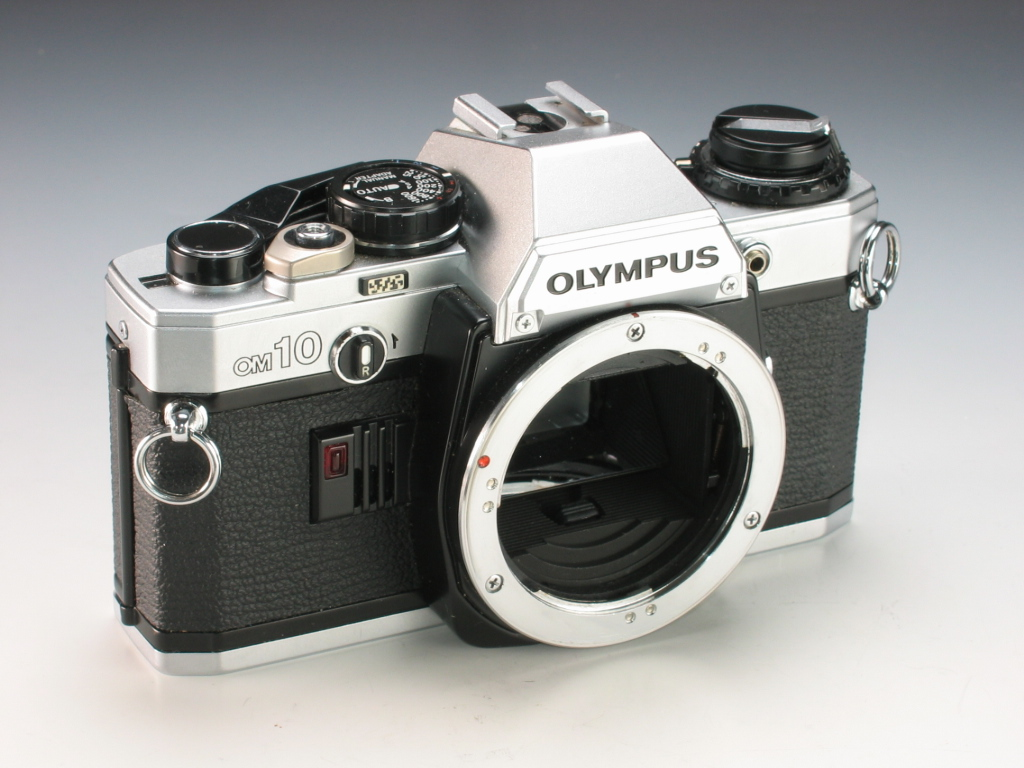
Olympus OM-10 ohne Objektiv

Die Olympus OM-10 ist eine Kleinbild-Spiegelreflexkamera (35-mm-Film), mit manueller Fokussierung am Objektiv. Sie ist die erste Amateurkamera der Olympus OM Serie.

## Technische Daten
- Produktion OM-10: 1978 bis 1987 von Olympus Optical Co., Japan
- Abmessungen: 135 × 84 × 50 mm
- Gewicht: (Gehäuse allein) 450 Gramm
- Sucher: Pentaprisma-Sucher mit 93 % Sichtfläche; fest eingebaute Einstellscheibe mit Schnittbildindikator und Mikroprismenring
- Belichtungszeiten: 1 - 1/1000 Sek. und B.
- Verschlussart: Tuch-Schlitzverschluss mit Zeitensteuerung von ca. 1 bis 1/1000 Sek, horizontal ablaufend. Eine Spiegeldämpfung ist im Gegensatz zur OM-1 und OM-2 nicht vorhanden.
- Belichtungsmessung: Die Kamera verfügt nur über eine Zeitautomatik. Die Belichtungsmessung bei der Olympus OM-10 erfolgt durch das Objektiv (TTL); bei geöffnetem Verschluss. Es wird das durch den Sekundärspiegel, das Referenzmuster und Film reflektierte Licht gemessen („off the film“, OTF; auch „autodynamische“ Steuerung genannt).
- Belichtungskorrektur ±2 Blendenzahlen in 1/3-Stufen.
- Blitz: fest eingebauter Blitzschuh über dem Prisma; Synchronzeit 1/60 s, keine Blitzsteuerung von der Kamera. Im Sucher eingebaute Bereitschaftsanzeige im linken oberen Suchereck.
- Selbstauslöser: elektronisch, 12 Sekunden Vorlauf, mit akustischem Signal.
- Filmtransport: manuell bzw. mit angeschlossenem Winder (2,5 fps), der Motor Drive kann im Gegensatz zu den anderen Olympus Kameras nicht verwendet werden, Filmrückspulung manuell
- Stromversorgung: 2 Silberoxid-Knopfzellen (SR44)

## Besonderheiten
Die OM-10 wurde für den reinen Amateurgebrauch konzipiert. Daher nahmen die Konstrukteure einige Vereinfachungen vor. So ist die Mattscheibe nicht wechselbar, die Rückwand kann nicht ausgetauscht werden, es kann nur der Winder verwendet werden und die Kamera kann nur Zeitautomatik. Um dennoch die Zeiten beeinflussen zu können, konnte der sogenannte „Manual Adapter“ zusätzlich gekauft werden. Dieses Anbaugerät, welches an einer Buchse links vom Bajonett eingesteckt wird, ermöglicht dem Fotografen die Nachführmessung. Im Gegensatz zur OM-1 und-2, die im Sucher über eine Nadelanzeige verfügen, setzte Olympus bei der OM-10 erstmals Leuchtdioden ein.
Um Strom zu sparen, schaltet sich das Messsystem der OM-10 selbsttätig ab. Um es wieder aus dem standby aufzuwecken, muss der Ring um den Auslöser angetippt werden.
Die Kamera ist relativ laut, was am nicht vorhandenen Spiegeldämpfer liegt. Auch kann der Spiegel nicht arretiert werden.
Erst auf den zweiten Blick fällt schräg unter dem Auslöser, an der Vorderseite der Kamera über der Rückspulentriegelung, ein Plastikplättchen mit schwarz-weißem Muster auf. Es handelt sich hierbei um kein Bedienelement, sondern um ein reines Designelement. Es soll das Vorhandensein der autodynamischen Messsteuerung symbolisieren und zeigt, wenn auch etwas vereinfacht, das Messmuster des ersten Verschlussvorhanges.
In den USA wurde die OM-10 als OM-10 FC bezeichnet. Bis auf die abweichende Beschriftung besteht kein Unterschied zur in Europa ausgelieferten Kamera.

## Olympus OM-10 QD
Da die Rückwand nicht abnehmbar ist, lieferte Olympus zusätzlich zur normalen Variante eine Variante mit einer Datenrückwand aus, die als OM-10 QD (quartz data) bezeichnet wurde. Diese Kamera wurde nur in schwarz ausgeliefert.